# Равнице
Равнице су насељено мјесто у општини Нови Град, Република Српска, БиХ. Према попису становништва из 2013. у насељу је живио 581 становник.

## Култура
У Равницама је започета изградња храма Српске православне цркве посвећеног Светом мученику Кнезу Лазару. Темеље храма је 15. маја 2011. освештао епископ бањалучки Јефрем.

## Становништво
| Националност       | 1991. | 1981. | 1971. | 1961. |
| Срби               | 633   | 594   | 608   | 606   |
| Југословени        | 4     | 28    |       |       |
| Словенци           |       | 1     | 1     | 1     |
| Хрвати             | 2     | 5     | 3     |       |
| остали и непознато | 2     | 1     | 4     | 1     |
| Укупно             | 641   | 629   | 616   | 608   |

| Демографија | Демографија | Демографија |
| Година      | Становника  | Становника  |
| ----------- | ----------- | ----------- |
| 1948.       | 562         |             |
| 1953.       | 559         |             |
| 1961.       | 608         |             |
| 1971.       | 616         |             |
| 1981.       | 629         |             |
| 1991.       | 641         |             |
| 2013.       | 581         |             |